# Fulgoraecia bowringii
Fulgoraecia bowringii is een vlinder uit de familie van de Epipyropidae. De wetenschappelijke naam van de soort is voor het eerst geldig gepubliceerd in 1851 door Newman.